# Elazığspor
Elazığ Spor Kulübü – turecki klub sportowy z siedzibą w Elazığ, założony w 1967 roku. Oprócz sekcji piłki nożnej klub posiada wiele innych, m.in. koszykówki oraz siatkówki.

## Skład na sezon 2015/2016
| Nr | Poz. | Piłkarz            |
| -- | ---- | ------------------ |
| 1  | BR   | Serdar Kulbilge    |
| 6  | PO   | Hamidou Traore     |
| 7  | PO   | Berk Yildiz        |
| 9  | NA   | Kenan Sahin        |
| 10 | PO   | Serdar Özbayraktar |
| 11 | OB   | Onur Güney         |
| 13 | OB   | Kemal Tokak        |
| 17 | PO   | Hakan Bilgiç       |
| 18 | OB   | Gilles Binya       |
| 20 | PO   | Cleyton            |
| 21 | PO   | Halil Akbunar      |
| 22 | PO   | Prince Segbefia    |
| 23 | PO   | Murat Kayalı       |
| 24 | PO   | Muhammed Ali Doğan |

| Nr | Poz. | Piłkarz             |
| -- | ---- | ------------------- |
| 27 | OB   | Mehmet Yigit        |
| 29 | NA   | Lamjed Chehoudi     |
| 32 | OB   | Murat Akyüz         |
| 34 | PO   | Mesut Saray         |
| 35 | NA   | Silvere Ganvoula    |
| 39 | NA   | Ümit Tütünci        |
| 58 | OB   | Mehmet Cicek        |
| 61 | BR   | Mücahit Atalay      |
| 65 | PO   | Cagri Ortakaya      |
| 69 | OB   | Murat Kalkan        |
| 88 | PO   | Tom                 |
| 94 | PO   | Tayfun Aksoy        |
| 95 | BR   | Caglar Sahin Akbaba |